# Punt Ruinaulta

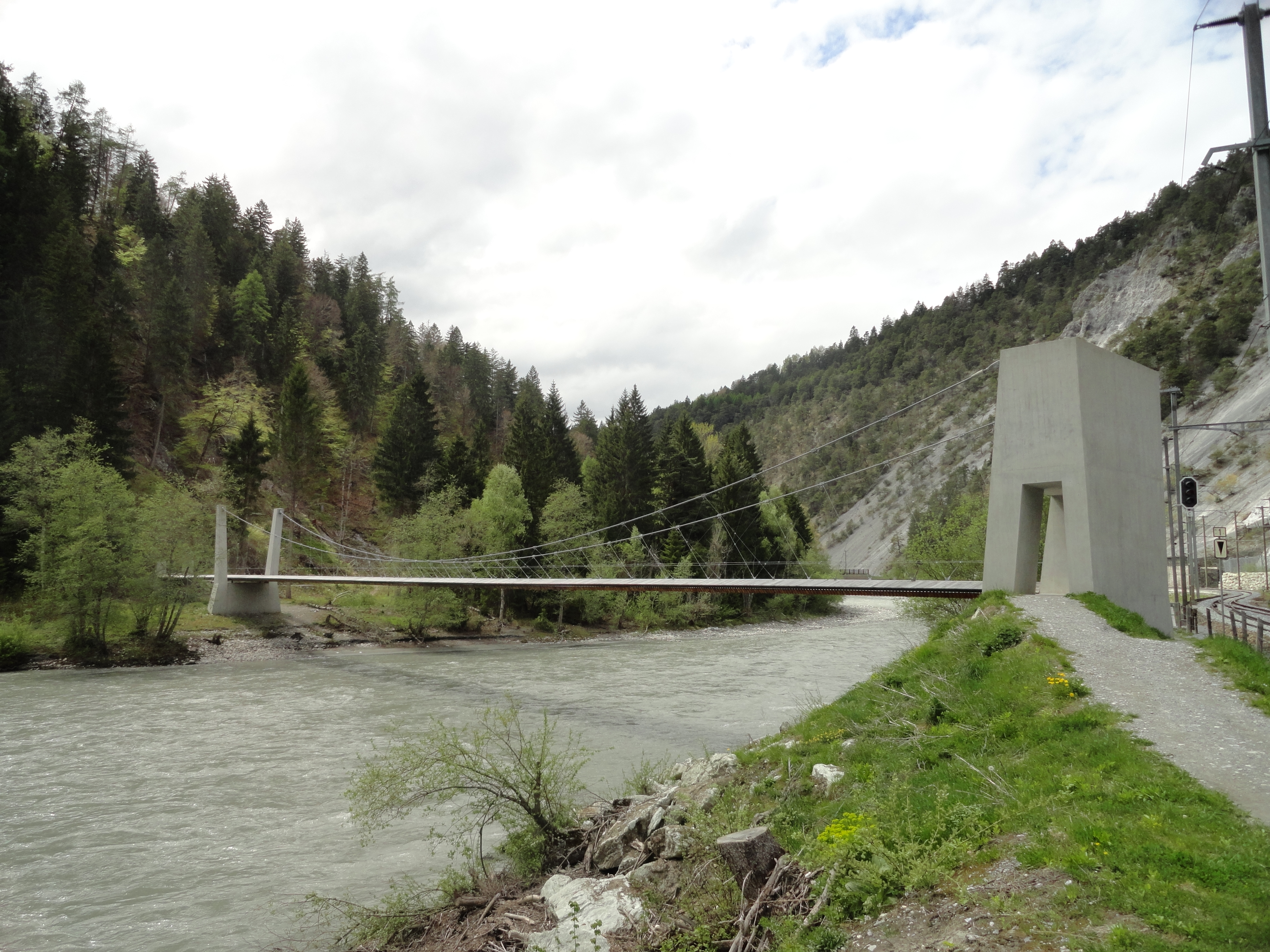
Ansicht von Osten

Die Punt Ruinaulta (rätoromanisch für Rheinschluchtbrücke) ist eine vom Bauingenieur Walter Bieler aus Bonaduz entworfene Fussgängerbrücke über den Vorderrhein zwischen Trin und Bonaduz im Schweizer Kanton Graubünden.

## Lage
Die Punt Ruinaulta liegt bei der Station Trin der Rhätischen Bahn. Eröffnet und für den Langsamverkehr freigegeben wurde sie im November 2010. Sie ist Teil eines 4 km langen, am linksrheinischen Ufer geführten Wanderwegs durch die Rheinschlucht.

## Vorgeschichte
Vor dem Bau der Punt Ruinaulta war die Ruinaulta nur durch die Rhätische Bahn, die hier ein Teilstück der Bahnstrecke Reichenau-Tamins–Disentis/Mustér betreibt, zu durch- und überqueren. Lokale Tourismusverbände strebten seit längerem einen Wanderweg durch die Schlucht an und gründeten 1998 eine IG Ruinaulta.

## Technische Daten
Die mit Kanthölzern belegte und von Stahlträgern gehaltene Punt Ruinaulta ist 105 Meter lang. Die Betonstelen an den beiden Ufern müssen Zugkräfte von 100 Tonnen ausgleichen. Da der Quader am linksrheinischen Ufer erheblich grösser ist als das gegenüberliegende Pendant und die Stahlträger ihren Kulminationspunkt dadurch nicht in der Mitte der Brücke haben, wirkt das asymmetrische Konstrukt besonders dynamisch.
Die Investitionskosten betrugen 2 Millionen Schweizer Franken.

## Bilder
Fotografisch wurde das Brückenbauwerk von Ralph Feiner dokumentiert.

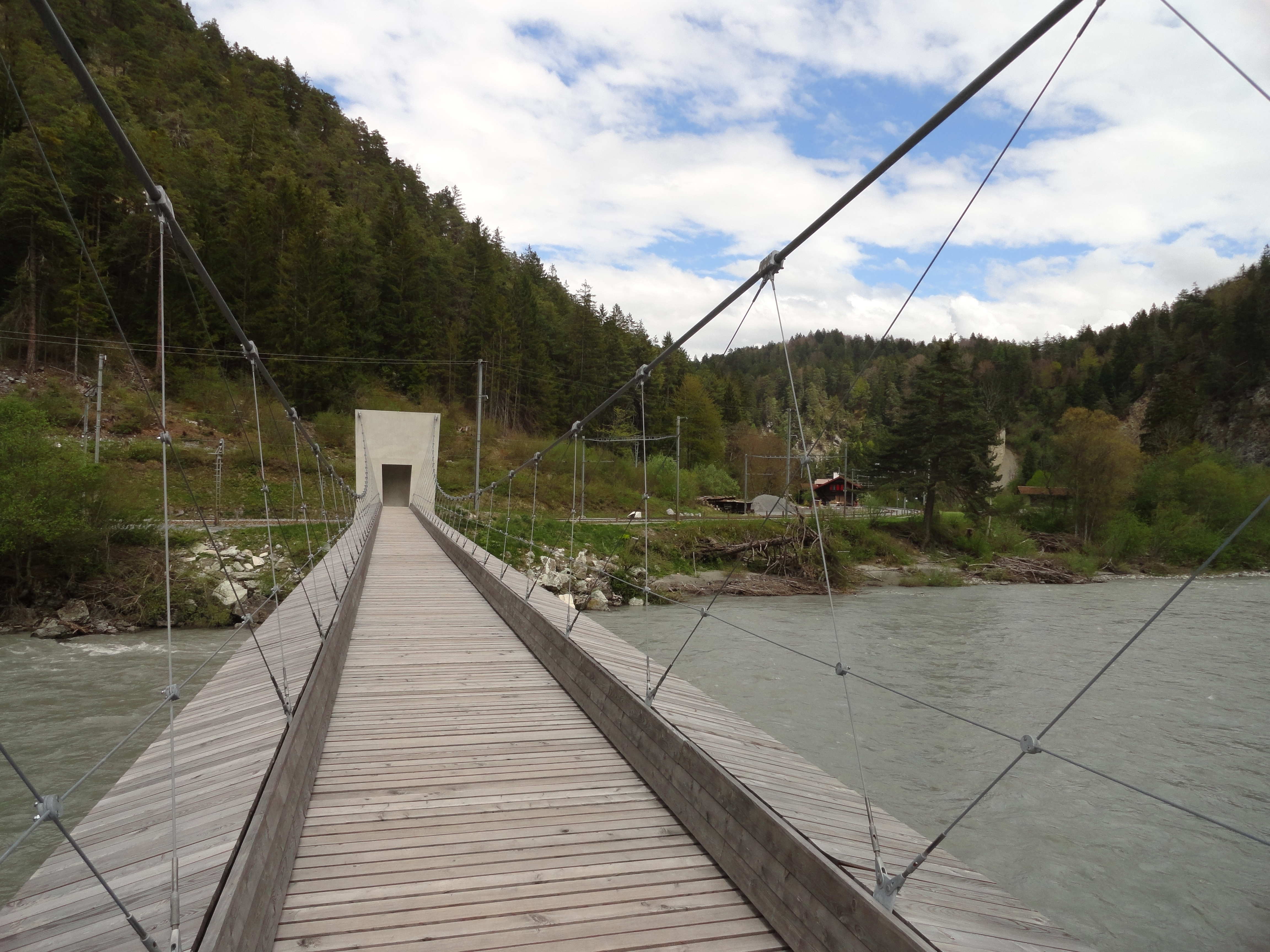
Nach Norden; rechts die Station Trin
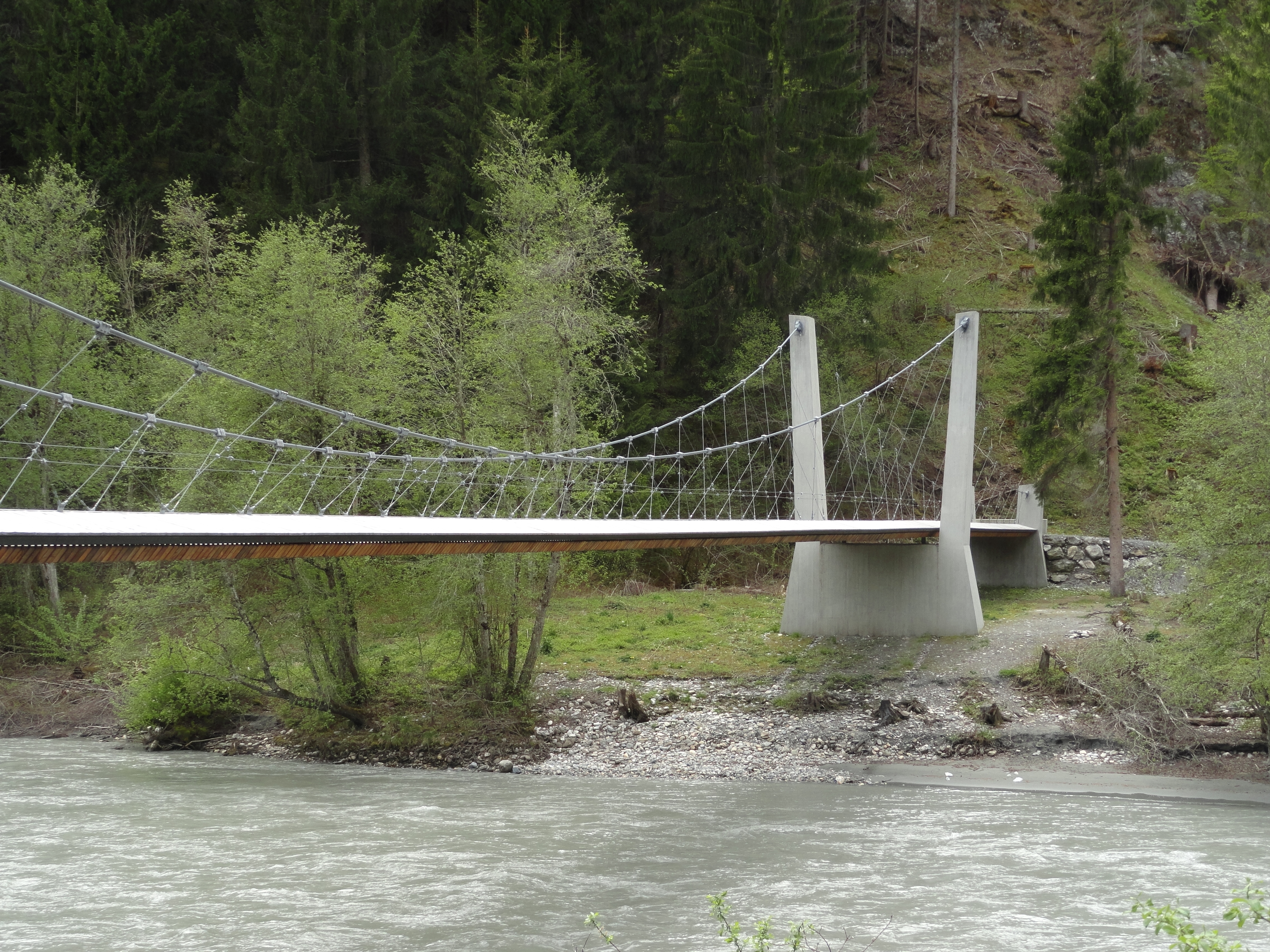
Südseite
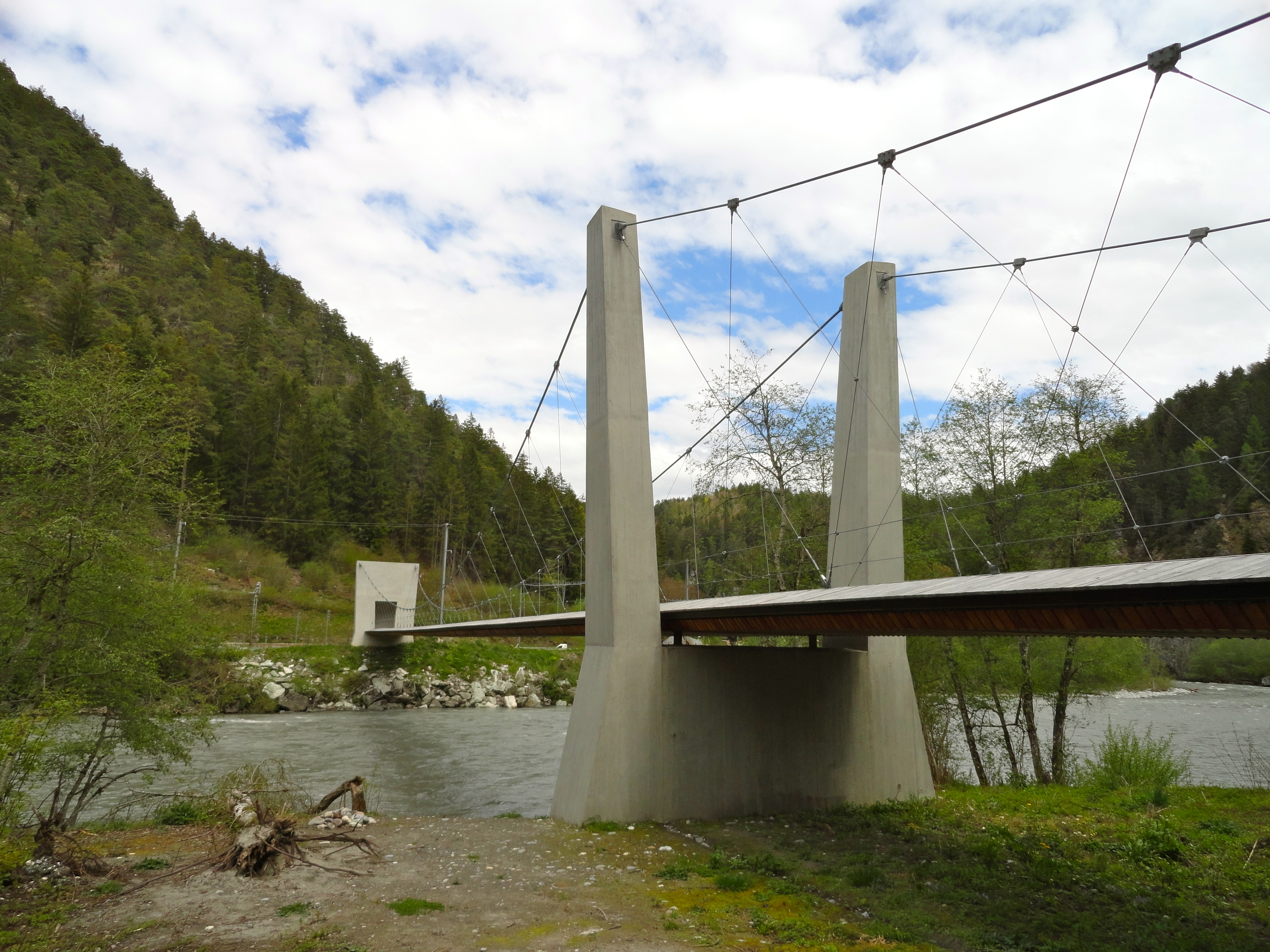
Südliches Ufer
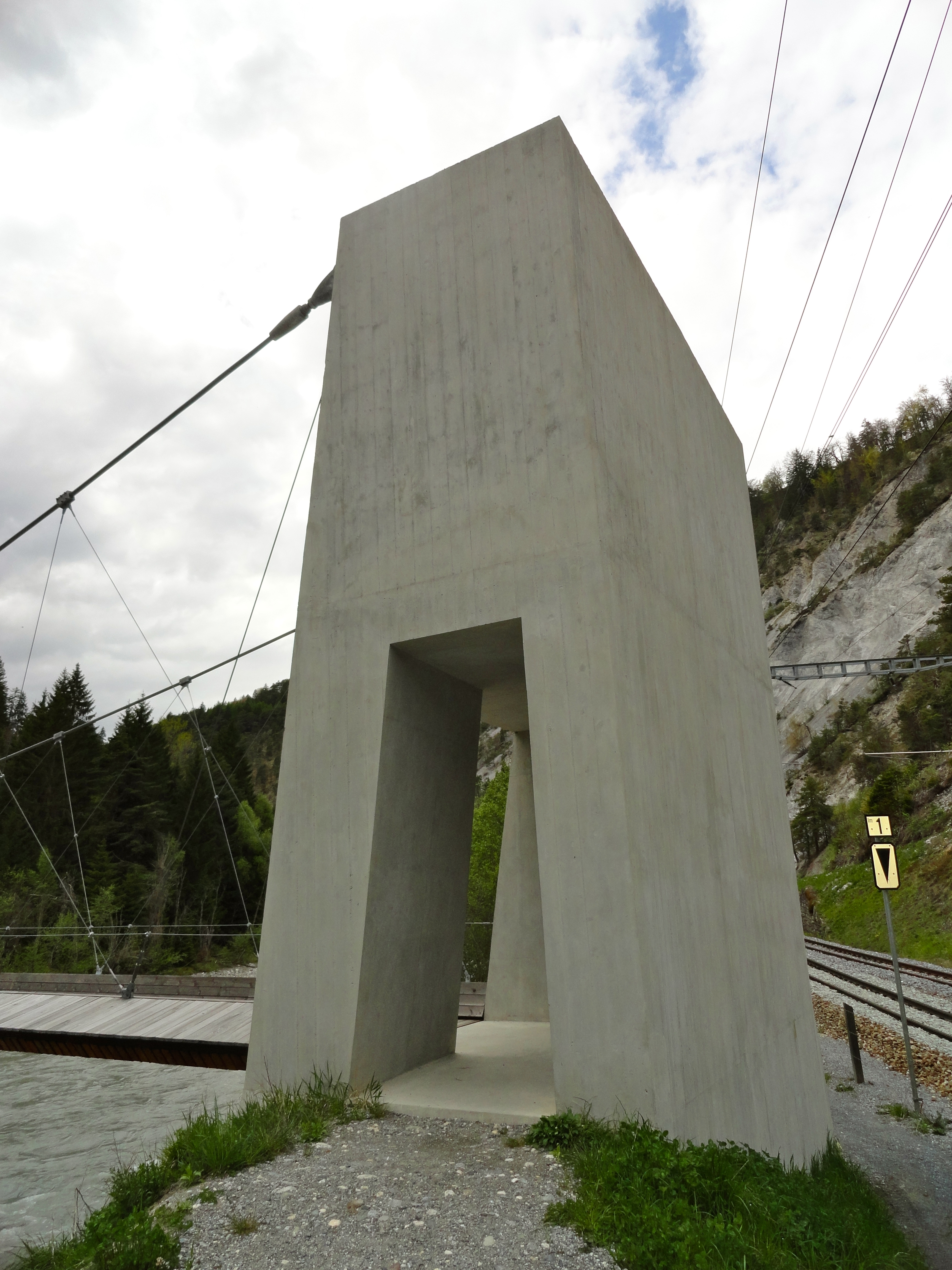
Nordseite